# Heiko Löpelt
Heiko Löpelt (* 3. August 1965 in Frankenthal) ist ein ehemaliger deutscher Fußballspieler. In der höchsten Spielklasse des DDR-Fußballs, der Oberliga, spielte er für Dynamo Dresden und die BSG Fortschritt Bischofswerda.

## Sportliche Laufbahn

### Gemeinschafts- und Vereinsstationen
Im Sommer 1984 rückte Heiko Löpelt aus dem Juniorenoberligateam der SG Dynamo Dresden, der er seit 1978 angehörte, in die 2. Mannschaft der Schwarzgelben, an. Diese Vertretung war in der Vorsaison Dresdner Bezirksmeister geworden und hatte sich über eine Aufstiegsrunde die Teilnahmeberechtigung an der zweitklassigen Liga erworben.
Obwohl die SGD-Reserveelf in aller Regel das angestammte Betätigungsfeld Löpelts blieb, wurde er auch siebenmal in der Erstligamannschaft der Dresdner eingesetzt. 1985/86 absolvierte er vier Partien, in der Folgesaison bot ihn der neue verantwortliche Oberligatrainer Eduard Geyer dreimal auf. Gegen die etablierten Dresdner Angreifer Ralf Minge, Ulf Kirsten und Torsten Gütschow konnte sich Löpelt jedoch nicht durchsetzen.
Im Sommer 1988 tauchte der 1,77 Meter große Angreifer, der zuletzt im Spätsommer 1986 für Dresden in Oberliga und Liga überregional Fußball gespielt hatte, im Zweitligakader der BSG Fortschritt Bischofswerda auf, zu der der Maschinenbauer bereits 1987 wechselte. Mit sechs Toren in 29 Spielen half er 1988/89 beim Aufstieg der Bischofswerdaer ins ostdeutsche Oberhaus mit. In der Wendesaison der Oberliga konnte die Elf den Klassenerhalt nicht erreichen, Löpelt jedoch seine persönliche Trefferquote aus dem Vorjahr auch eine Etage weiter oben bestätigen. Mit seinen sechs Torerfolgen war er der erfolgreichste Akteur des Tabellenletzten, der nur 22 Treffer (Saisonminuswert gemeinsam mit dem EFC Stahl) schoss.
Nach dem Abstieg hielt er Fortschritt, nun nicht mehr als Betriebssportgemeinschaft, sondern als FV (Fußballverein) antretend, die Treue. In der letzten eigenständigen Saison des ostdeutschen Zweitligafußballs, in der ihm in 18 Einsätze zwei Tore gelangen, belegte der Oberligaabsteiger in Staffel A Platz 4. Nach der Zusammenführung von Zusammenführung von ost- und westdeutschem Fußball traten die „Schiebocker“ ab der Premierensaison der Amateur-Oberliga im NOFV-Bereich zunächst drittklassig an. In zwei Spielzeiten in der NOFV-Amateur-Oberliga traf er in 60 Partien 19-mal. Mit 28 Jahren beendete er seine fußballerische Laufbahn aufgrund anhaltender Knieprobleme.

### Auswahleinsätze
Im Oktober 1983 wurde der Dynamo-Stürmer einmal in der DDR-U-18-Nationalmannschaft aufgeboten. Beim 1:1 gegen die Juniorenauswahl Ungarns in Flöha spielte er als Rechtsaußenstürmer unter anderem zusammen mit seinem Dresdner Mannschaftskollegen Tino Gottlöber, mit dem er später auch in Bischofswerda wieder zusammentraf.